# Robert Trimble
Robert Trimble (ur. 17 listopada 1776, zm. 25 sierpnia 1828) – amerykański prawnik.
Po śmierci Thomasa Todda, prezydent John Quincy Adams 9 maja 1826 roku wysunął jego kandydaturę na zwolnione miejsce w Sądzie Najwyższym Stanów Zjednoczonych. Jego kandydatura uzyskała akceptację Senatu 16 czerwca 1826 roku. Funkcję sędziego Sądu Najwyższego sprawował przez ponad dwa lata, do śmierci 25 sierpnia 1828 roku.
Od jego nazwiska pochodzi nazwa hrabstwa Trimble w stanie Kentucky.